# Dinozetes mirabilis
Dinozetes mirabilis är en kvalsterart som beskrevs av Balogh 1962. Dinozetes mirabilis ingår i släktet Dinozetes och familjen Microzetidae. Inga underarter finns listade i Catalogue of Life.